# Maxim Maximowitsch Kowalewski

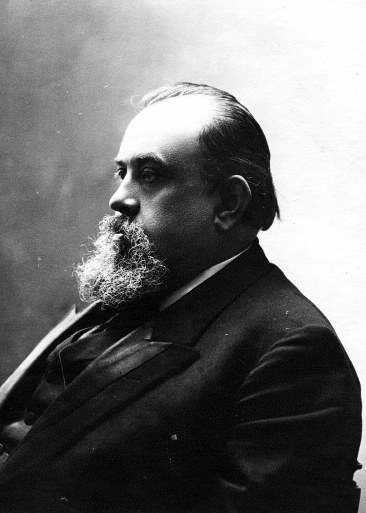
Maxim Maximowitsch Kowalewski (1906)

Maxim Maximowitsch Kowalewski (* 27. Augustjul. / 8. September 1851greg. im Gouvernement Charkow; † 23. Märzjul. / 5. April 1916greg. in Petrograd) war ein russischer Soziologe, Historiker und Jurist und Professor an der staatlichen Universität Sankt Petersburg. Er arbeitete auch auf den Gebieten der Ökonomie und Ethnografie und zählt zu den Begründern der Soziologie in Russland.
Kowalewski stammte aus einer Adelsfamilie. Er studierte an der juristischen Fakultät der Charkower Universität, setzte dann bis 1876 seine Ausbildung im Ausland fort. Von 1877 bis 1887 unterrichtete er Staatsrecht und vergleichende Rechtsgeschichte an der Moskauer Universität. In den Folgejahren wirkte er vorwiegend im Ausland, hielt Vorlesungen in Europa und Amerika. 1901 gehörte Kowalewski zu den Gründern der Russischen Hochschule für Gesellschaftswissenschaften in Paris. Von 1905 bis zu seinem Todesjahr lehrte er Rechtsgeschichte an der Universität in Sankt Petersburg – unterbrochen allerdings von einer siebenmonatigen Internierung in Österreich, da ihn der Beginn des Weltkriegs in Karlsbad überraschte. Erst der Protest vieler Wissenschaftler und Staatsmänner brachte ihm die Freiheit.
Das umfassende Interessengebiet Kowalewskis und sein umfangreiches Werk machten ihn mit vielen Wissenschaftlern seiner Zeit bekannt. Darunter auch Karl Marx und Friedrich Engels, mit denen er befreundet war. Beide werteten Kowalewskis Arbeiten zum Gemeindelandbesitz sowie zur Geschichte der Familie wie der Gentilgesellschaft aus. Die Ergebnisse gingen in Engels’ Der Ursprung der Familie, des Privateigentums und des Staats ein.
1899 wurde er korrespondierendes und 1914 ordentliches Mitglied der Russischen Akademie der Wissenschaften.
Kowalewski war aktiv politisch tätig. 1906 war er Mitbegründer der (zahlenmäßig kleinen) Partei demokratischer Reformen (Партия Демократических Реформ), die den Kadetten nahestand. Er wurde im Charkower Gouvernement in die erste Duma (April–Juni 1906) gewählt und war ab 1907 sehr aktives Mitglied im Staatsrat.
Kowalewski war Freimaurer und gründete 1887 die Pariser Freimaurerloge Cosmos unter dem Dach der Großloge von Frankreich. Später wurde er Mitglied der Loge Fraternité des Grand Orient de France. 1906 erhielt er ein Patent und somit die Erlaubnis durch den Grand Orient de France, um dann 1907 in Moskau und 1908 in Sankt Petersburg Freimaurerlogen zu gründen. Bereits 1909 wurde er in Sankt Petersburg Kapitel-Meister des Kapitels Polarstern.
Für 1912 wurde Kowalewski als Kandidat für den Friedensnobelpreis nominiert.

## Werke (Auswahl)
- Maxime Kowalewsky: Die ökonomische Entwicklung Europas bis zum Beginn der kapitalistischen Wirtschaftsform. 4 Bände (1901–1909). Prager, Berlin.

- M. Kovalevsky: Tableau des origines et de l’évolution de la famille et de la propriété. Stockholm 1890.

- Maxime Kovalevsky: Modern Customs and Ancient Laws of Russia. Lawbook Exchange, Union, N.J. 2000, ISBN 1-58477-017-1 (yale.edu – Erstausgabe:  Moskau  1886).

- Maksim M. Kovalevskij: Obščinnoe zemlevladenie, pričiny, chod i posledstvija ego razloženija. Campus-Verlag, Frankfurt/M. / New York 1977, ISBN 3-593-32165-3 (russisch, Erstausgabe:  1879, Der Gemeindelandbesitz – Ursachen, Verlauf und Folgen seines Zerfalls).
- Maxim Kowalewski: Erinnerungen an Karl Marx. In: Mohr und General. Erinnerungen an Marx und Engels. Dietz Verlag, Berlin 1965, S. 381–405 (russ. in Westnik Jewropi, St. Petersburg, Nr. 7, Juli 1909, S. 5–22).